# Magistratul (film din 1959)
Magistratul (titlul original: în italiană Il Magistrato) este un film dramatic de coproducție italo-spaniol, realizat în 1959 de regizorul Luigi Zampa, protagoniști fiind actorii José Suárez, François Périer, Jacqueline Sassard și Massimo Serato.

## Rezumat
La Genova, judecătorul Andea Morandi încearcă să facă lumină în cazul unui descărcător din port, Orlando Di Giovanni, care a ucis un „caporal” corupt și urmărește neputincios destrămarea unei familii gazdă, din care capul familiei, Luigi Bonelli își pierde locul de muncă și se bazează pe o figură cenușie, Ugo, și care își împinge involuntar fiica (Carla Bonelli) în brațele lui.

## Distribuție
- José Suárez – Andrea Morandi
- François Périer – Luigi Bonelli
- Jacqueline Sassard – Carla Bonelli
- Massimo Serato – Ugo
- Maurizio Arena – Orlando Di Giovanni
- Claudia Cardinale – Maria
- Louis Seigner – procurorul
- Ignazio Balsamo – căpitanul de navă
- Anna Mariscal – Emilia Bonelli
- Geronimo Meynier – Pierino Lucchi
- Francesco Casaretti – Luciano Bonelli
- Rino Genovese – comisarul Pasetti
- Silvana Moschioni – prietena Carlei
- Ventura Oller – prietenul Carlei
- Aldo Vasco – muncitorul docher
- Arturo Maghizzano – Serafino Stabile, docher
- Salvatore Cecere – Pietro Pasetti, docher
- Julia Caba Alba – proprietara barului
- Andrea Scotti – colega lui Luigi Bonelli
- Anna Maria Custodio – mama lui Pierino Lucchi
- Antonio Acqua – estimatorul ipotecii
- Franco Cobianchi – maresciallo de la siguranța publică
- Fausto Guerzoni – ușierul de la oficiul de asigurări